# ヴォーグ (レーベル)
ヴォーグ (フランス語：Disques Vogue)は、フランスに存在したレコード会社。1947年にレオン・キャバとシャルル・ドロネーらによって設立された。設立当初はジャズを中心とした音楽を主力に展開し、後にポップスやその他のジャンルにも進出した。

## 歴史
シャルル・ドロネーは、フランスのジャズ・ファンの団体であるホットクラブ・ド・フランスの創立メンバーで、ヴォーグ設立に先立つ1937年からジャズ評論家のユーグ・パナシエとともにジャズ専門レーベル「Swing」を運営していた。
1951年、ドロネーはこのSwingレーベルのカタログをヴォーグに統合し、ヴォーグはジャズを中心とするレーベルとして運営された。シドニー・ベシェ、リー・コニッツ、ライオネル・ハンプトンなどアメリカ人アーティストが渡仏した際にレコーディングを実施し、ジャンゴ・ラインハルト、マーシャル・ソラールなど地元のミュージシャンのレコードを手掛けた。ジャズ以外の分野では、アストル・ピアソラなどがヴォーグに録音を残した。
1950年代にはアメリカのブルーノート・レコードと提携し、ブルーノート原盤の音源をフランスで販売したほか、クリフォード・ブラウンらがフランスで録音したときの音源をブルーノート側に供給するなどした。
1950年代からポップスにも進出し、フランスではジョニー・アリディ、ジャック・デュトロンやフランソワーズ・アルディがヴォーグからデビューし、英国ではペトゥラ・クラークらが録音を残した。
1992年、ヴォーグはBMG（ベルテルスマン・ミュージックグループ）に買収された。2004年に米ソニーとベルテルスマンの合弁によりソニーBMGが誕生。2008年8月5日、ベルテルスマンは同社の持分（50%）をソニーに売却、ソニーBMGはソニーの完全子会社となった。2009年1月1日、社名をソニー・ミュージックエンタテインメント（Sony Music Entertainment、SME）に変更され、以来ヴォーグのカタログはSMEが保有している。

## 発売元

### 英国
イギリスには、支社であるVogue Records Limitedを1951年に設立。1953年にイギリスのジャズ専門レーベルであるテンポ・レコードを買収。1955年からは、それまでトラディショナル・ジャズの録音が中心だったテンポ・レコードでモダン・ジャズのレコーディングを本格化させたあと、1956年頃にイギリスのデッカ・レコード（当時はアメリカの同名会社とは別資本）に吸収された。
1962年に「Vogue」という名称の権利がフランスの親会社に戻り、改めてイギリスに進出。パイ・グループの系列企業として「Vogue International Industries」が設立された。なお、パイ・レコードはその後、パイという名前の商標更新の問題から1980年にPRTレコードに社名を変更して活動したが、キャッスル・コミュニケーションズ（のちにサンクチュアリ・レコード系列へ）に売却され、1989年にレーベルは完全に消滅した。デッカ傘下になった「Vogue Records Limited」は1970年代まで存続した。

### ドイツ
1960年にはドイツに子会社のVogue Scallplatten社を設立。1971年に清算され、ヴォーグのドイツでの販売元はベラフォン・レコードやテルデックなどが引き受けた。

### 日本
日本では、日本グラモフォンがヴォーグ原盤の音源を（ヴォーグとライセンス契約をしていた）アメリカのコーラル・レコード経由で発売したことはあったが、1960年から本格的にヴォーグのカタログを発売。
1965年からテイチクレコードが、1967年の時点では日本ビクターが発売権を持っていた。1972年からは東宝レコードが発売元になり、東宝レコードが事業を停止したあとの1982年からはキングレコードが新たな発売元になった。
1992年にBMG Musicがヴォーグを買収すると、日本での発売元がBMG JAPANに移行した。そのBMG Musicも2008年にソニーグループになったため、これ以降日本ではソニー・ミュージックエンタテインメントから発売されている。